# 大通湖
大通湖是洞庭湖被分割而形成的湖泊，是湖南省最大的内陆淡水湖，行政上属湖南省益阳市大通湖管理区，亦属南洞庭湖自然保护区范围。
清代光绪年间，藕池河东支倾入东洞庭湖之冲积扇与赤磊洪道冲积扇合围，使大通湖从东洞庭湖分离，独立成湖。当时，大通湖湖面辽阔，东通东洞庭湖、南接南洞庭湖，西注目平湖，北纳藕池河，故称大通湖。而自光绪年间起，环湖沿岸就开始围湖造田。1930、40年代的天祜垸事件造成湖南、湖北两省关系紧张。中华人民共和国建立后，在此地设立大通湖农场，进行大规模的开垦。与洞庭湖的命运一样，湖区面积面积日渐缩小。1956年，湖南省农业厅设立大通湖渔场，进行水产养殖，知名产品有大通湖大闸蟹（中国地理标志产品）。
现流入大通湖的河流主要有四条，即大新河、老河、五七运河和苏河。又有胡子河、金盆运河、四兴河与入湖河流相连。通过位于金盆河口的五门闸和胡子河的向东闸向漉湖排水。大通湖流域分属大通湖管理区、南县、沅江市的九镇和一个办事处。

## 备注
1. ↑  根据《大通湖生态环境保护2016年度实施方案》原文，老河即老三运河与塞阳运河交汇入湖段。